# دير سلمان
بلدة دير سلمان بلدة سورية تابعة إداريا لمنطقة مدينة دوما التابعة بدورها لمحافظة ريف دمشق، ترتفع 615 م عن سطح البحر، تحيط بها القرى والبلدات التالية: الخامسية - الأحمدية - الزمانية - مرج السلطان - البلالية - نولة، وهي تقع بالقرب من تل أثري يقع بينها وبين بلدة الزمانية.